# Iadăra
Iadăra – wieś w Rumunii, w okręgu Marmarosz, w gminie Mireșu Mare. W 2011 roku liczyła 900 mieszkańców.